# TOSEC
The Old School Emulation Center (TOSEC) (esp. El centro de emulación de la vieja escuela) es un proyecto de investigación de retroinformática, surgido en febrero del 2000, como una iniciativa para catalogar y renombrar piezas de software usadas en emuladores. Posteriormente su alcance se extendería a la preservación además de aplicaciones, firmwares, controladores de dispositivos, juegos, sistemas operativos, digitalización de revistas y sus respectivos discos promocionales, historietas cómicas, arte de cajas de productos, piezas publicitarias, programas de televisión relacionados, entre otros. Sus catálogos son acompañados de un resumen, así como identificación criptográfica que sirve para verificar la integridad de los archivos de la colección.
A medida que el proyecto ha ganado popularidad, se ha convertido en el estándar de facto para la gestión de archivos y recursos relacionados con la retroinformática y la emulación. Desde 2013, varias de sus colecciones se encuentran disponibles en la biblioteca digital Internet Archive debido a la prolijidad y cuidado puestos en cada uno de los catálogos, siendo reconocido por algunos de los archivistas.
Para el lanzamiento correspondiente al del 10 de mayo de 2019, el catálogo de TOSEC abarcaba cerca de 300 plataformas computacionales únicas. En él se cuentan más de un millón de conjuntos e imágenes de software (más de la mitad son exclusivamente de los sistemas Commodore) según las cifras entregadas en enero de 2019. Su lanzamiento más reciente suma un tamaño total de 6,1 TB.